# Fertigungsfachmann mit eidgenössischem Fachausweis
Produktionsfachmann/-frau mit eidg. Fachausweis ist in der Schweiz eine Weiterbildung auf der Tertiärstufe. Die frühere Bezeichnung war „Fertigungsfachmann“. Träger der Weiterbildung ist die Swissmechanic.
Der Produktionsfachmann ist ein kompetenter Fachspezialist und setzt die neuen Produktionstechniken in die Praxis um.

## Zulassung
Voraussetzung ist in der Regel eine abgeschlossene Berufslehre EFZ der mechanisch-technischen oder elektrotechnischen Branche.
Beispiele sind:
- Polymechaniker EFZ
- Produktionsmechaniker EFZ

sur Dossier andere MEM-Berufe (Maschinen-, Elektro- und Metall-Berufe)
Nach Abschluss einer vierjährigen Grundbildung kann das Studium sofort aufgenommen werden, nach einer dreijährigen Grundbildung sind mindestens zwei Jahre Berufspraxis nachzuweisen.

## Ausbildung
Die Ausbildung umfasst 580 Lektionen. Der Studiengang erfolgt berufsbegleitend und dauert zwei resp. drei Semester.

## Modulares Fächerprofil
Die Ausbildung ist modular aufgebaut. Bei den Wahlmodulen ist eines der beiden zu wählen.
Fächerprofil:
- technische Berechnungen
- Ressourcenmanagement
- Prozesssteuerung
- Industrie 4.0 (Basic)
- Angewandte Informatik I
- Arbeitsmethodik und Führung

Wahlmodule I
- CNC-/CAM-Technik

Wahlmodule II
- Handling Systems

## Weiterbildungsmöglichkeit
Erfolgreiche Absolventen haben die Möglichkeit, das Studium fortzusetzen und nach weiteren vier Semestern als dipl. Techniker HF Maschinenbau mit Vertiefungsrichtung Produktionstechnik abzuschließen.

## Geschichte
Die erste Prüfungsordnung trat am 3. April 2006 in Kraft. Aktuell gültig ist die revidierte Prüfungsordnung vom 18. Februar 2020.